# Heidi Abel

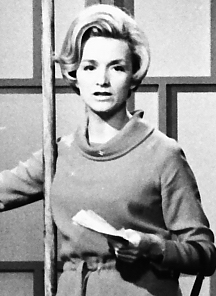
Heidi Abel in der Fernsehsendung «Ein Platz für Tiere». Foto Eric Bachmann 1965.

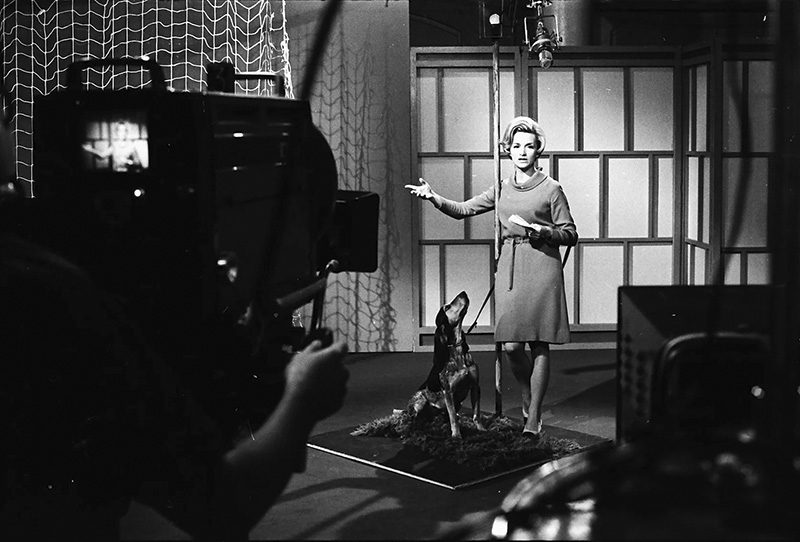
In der Sendung «Ein Platz für Tiere» suchte Heidi Abel heimatlosen Vierbeinern ein neues Zuhause. Foto Eric Bachmann.

Heidi Abel (* 21. Februar 1929 in Basel; † 23. Dezember 1986 in Zürich) war eine deutschsprachige Schweizer Ansagerin und Moderatorin und hat von 1954 bis zu ihrem Tod 1986 Schweizer Fernsehgeschichte geschrieben. Sie war eine der ersten Frauen in der Schweizer Medienlandschaft, die durch ihre charismatische Ausstrahlung und ihre Fähigkeit, mit dem Publikum zu kommunizieren, einen bleibenden Eindruck hinterliess. Ihr Engagement und ihre Professionalität machten sie zu einer zeitlosen Ikone.

## Leben
Heidi Abel war die einzige Tochter des deutschen Cellisten Friedrich Diego Abel und der Schweizerin Hanna Louise Bertha geborene Lauener. Sie war mit Peter Ernst Rosinski verheiratet, hat sich aber scheiden lassen. Nach der Matura am Mädchengymnasium und der Ausbildung an der Kunstgewerbeschule Basel war sie zunächst als Operatrice und Ansagerin bei der Basler Radio- und Kabelgesellschaft Radibus tätig. 1954 startete sie als eine der ersten Ansagerinnen des Schweizer Fernsehens.
Heidi Abel war auch im Schweizer Radio DRS zu hören, etwa in der Talkshow Persönlich, in Musik für einen Gast und beim Wunschkonzert.
Am 25. September 1986 moderierte sie zum letzten Mal das TV-Nachrichtenmagazin DRS aktuell. Kaum drei Monate später starb sie im Alter von 57 Jahren an Rückenmarkkrebs.
Abel erhielt zahlreiche Auszeichnungen für ihr Schaffen, darunter 1976 den MUT-Preis für besondere Verdienste für den Menschen-, Umwelt- und Tierschutz, 1956 eine Auszeichnung des spanischen Fernsehens für die beste Sprecherin, 1983 den Tele-Preis für die Gesprächsführung in der Sendung Telefilm. Im Jahr 1999 ehrte die Fernsehzeitschrift TR7 Heidi Abel posthum gemeinsam mit den Schmirinskis mit der Goldenen 7 als TV-Stars des Jahrhunderts.
1986 wurde durch das Legat von Heidi Abel der Innovationsfonds der Stiftung für Angepasste Technologie und Sozialökologie (SATS) des Ökozentrums in Langenbruck begründet.
Nahe beim Hauptsitz des Schweizer Fernsehens in Zürich-Seebach wurde ein Weg nach ihr benannt. Am Heidi-Abel-Weg in Zürich-Leutschenbach soll auf einem bislang unbebauten Grundstück eine neue Wohnsiedlung entstehen. Das Gelände, umgeben vom Areal des Schweizer Radio und Fernsehens (SRF), Gewerbebauten und der städtischen Wohnsiedlung Leutschenbach, wird der Stiftung Alterswohnungen der Stadt Zürich (SAW) im Baurecht überlassen. Ziel der Stiftung, die ihren Wohnungsbestand bis 2035 von rund 2000 auf etwa 3000 erschwingliche Wohnungen für ältere Menschen erweitern möchte, ist es, auf dem Grundstück rund 110 kostengünstige innovative Kleinwohnungen zu bauen. Ergänzt werden diese durch halböffentliche, gemeinschaftsfördernde Bereiche für Senioren. Das im Wettbewerb prämierte Siegerprojekt LE PETIT PRINCE zeichnet sich durch ein elegantes aufgefächertes Solitärdesign aus, das sich, so heißt es, harmonisch in die noch unbebaute Parzelle im Zentrum von Leutschenbach einfügt.
Am 21. Februar 2019 wurde auf SRF 1 zur Hauptsendezeit der Dokumentarfilm Heidi Abel - Licht und Schatten einer TV-Pionierin, ausgestrahlt. Im Dokumentarfilm kommt unter vielen anderen der renommierte TV-Fotograf Eric Bachmann zu Wort, der zahlreiche Bilder von Abel aufgenommen hat.

## Sendungen
Die Welt ist rund
Ab 1954 moderierte Heidi Abel als Ansagerin beim Schweizer Fernsehen das Kinder- und Jugendprogramm Die Welt ist rund, eines ihrer frühen Formate, das ihre Vielseitigkeit verdeutlicht.
Ein Platz für Tiere
1965 startete Heidi Abel mit Ein Platz für Tiere ein neues TV-Format, das heimatlosen Tieren ein neues Zuhause vermittelte. Ab 1977 wurde die Tiervermittlung in die Sendung Karussell integriert. Die Schweizerische Gesellschaft für Tierschutz in Zürich und Tierheime rund zum Zürich spielten dabei eine zentrale Rolle.
USA-Reise mit Barry
Im Dezember 1967 reiste Heidi Abel mit ihrem Bernhardiner Barry in die USA, um eine amerikanische Fernsehstation von ihrer Vermittlungsarbeit in der Sendung Heidi Abel sucht Plätze für Tiere, die inzwischen Teil der Sendung Karussell war, zu überzeugen. Sie startete vom Flughafen Kloten, wo sie kurz vor dem Abflug von Pressefotografen abgelichtet wurde. Diese Reise unterstrich ihr Engagement für das Wohl der Tiere und den internationalen Ehrgeiz ihrer Arbeit. Die Reise erfolgte im Auftrag der Schweizerischen Verkehrszentrale. In New York trat Heidi Abel als Gast in der beliebten US-Fernsehreihe „Journey to Adventure“ auf. In der Sendung, die Anfang Februar ausgestrahlt wurde, warb sie ebenfalls für die schweizerische Gastfreundschaft. Während ihres Aufenthalts wurde sie von Barbara Walters, einer der höchstbezahlten TV-Moderatorinnen der USA, betreut.
Treffpunkt Airport
1969 moderierte Abel Treffpunkt Airport und führte Interviews mit internationalen Stars wie Heinz Rühmann, wodurch sie das Schweizer Fernsehen für globale Persönlichkeiten öffnete.
Antenne
1970 stellte sie in Antenne mit Tanzlehrer Albert Salzmann den damals neuen Reggae-Tanz vor und machte diesen dem Schweizer Publikum zugänglich.
Musik & Gäste
In den 1970er und 1980er Jahren moderierte Heidi Abel die Sendung Musik & Gäste, ein sehr spontanes Unterhaltungsformat, das sich grosser Beliebtheit beim schweizerdeutschen Fernsehpublikum erfreute. Besonders die Astrologie faszinierte die charismatische Moderatorin, und so widmete sie sich regelmässig den Sternzeichen ihrer Gäste. Dabei sprach sie zufällig jemanden im Publikum an oder thematisierte die Sternzeichen ihrer prominenten Gesprächspartner im Rahmen von Interviews. Zu ihren Gästen zählten unter vielen anderen der Sänger Heino, der Fussballspieler und Trainer Köbi Kuhn sowie der Schauspieler und Entertainer Joachim Fuchsberger. Nationale und internationale Musikeinlagen waren ebenso fester Bestandteil der Sendung.
Telefilm
Ebenfalls in den 1970er und 1980er Jahren moderierte sie Telefilm, eine Diskussionssendung, die ihre Fähigkeit zur Gesprächsführung unter Beweis stellte.
Karussell
Von 1977 bis 1982 integrierte Karussell die Rubrik, Heidi Abel sucht Plätze für Tiere, eine Fortsetzung ihres Tierschutzengagements aus Ein Platz für Tiere.
DRS aktuell
Von 1973 bis 1986 präsentierte Abel regelmässig das Nachrichtenmagazin DRS aktuell, mit ihrer letzten Moderation am 25. September 1986.
Karambuli
Zuletzt redigierte und moderierte sie die Unterhaltungsshow Karambuli.

## Moderationen, Jurytätigkeiten und Repräsentationsaufgaben
Heidi Abel moderierte neben ihrer Tätigkeit beim Fernsehen zahlreiche Veranstaltungen ausserhalb des Bildschirms. Dazu gehörten Mode- und Frisurenschauen, Produktpräsentationen, Supermarkt-Eröffnungen, Firmenanlässe und Filmpremieren. Teilweise absolvierte sie bis zu drei Auftritte pro Tag.
Jury-Mitglied Wahl des Elmer-Girl
1962 war Heidi Abel Mitglied der Jury beim Wettbewerb „Elmer-Girl“, bei dem hunderte Schweizer Mädchen im Alter von 14 bis 17 Jahren teilnahmen. Ziel des Wettbewerbs war es, ein Mädchen zu finden, das Eigenschaften wie „Sympathie, Gesundheit, Modernität und erfrischende Natürlichkeit“ verkörpert - Werte, die mit dem beworbenen Mineralwasser assoziiert wurden. Die Jury bestand neben Heidi Abel aus weiteren prominenten Persönlichkeiten wie Nelly Hartmann, Margrit Rainer, Ernst Staub, Ruedi Walter und Werner Wollenberger.
5. Deutschen Schlager-Festspiele
1965 moderierte sie gemeinsam mit Ursula von Manescul in Baden-Baden die fünften Deutschen Schlager-Festspiele.
Jury-Mitglied Perwoll-Modewettbewerb
1967 war Heidi Abel Jurymitglied bei einem von der Firma Henkel veranstalteten Modewettbewerb, bei dem gemeinsam mit zwei weiteren weiblichen Fachleuten der schönste Wollpullover ausgewählt wurde. In der Schweizer Illustrierten wurde sie dabei als "beliebte Ansagerin vom Fernsehen" vorgestellt und ihre modische Expertise hervorgehoben. Das Juryurteil wurde notariell hinterlegt und bildete die Grundlage für die Preisvergabe an die Gewinnerinnen.
Repräsentationsaufgabe beim Zürcher Sechstagerennen
1969 überreichte Heidi Abel beim Zürcher Sechstagerennen den Siegern Klaus Bugdahl und Dieter Kemper im Rahmen der Siegerehrung Blumensträusse und ein Seidenband.
Preisübergabe beim Tele-Brillant-Wettbewerb
1970 überreichte Heidi Abel gemeinsam mit Mäni Weber die Brillantringe an die neuen Siegerinnen und Sieger des von der Fernsehzeitschrift Tele veranstalteten Brillant-Wettbewerbs. Zuvor waren beide aufgrund ihrer wiederholten Auszeichnungen als beliebteste Fernsehstars der Schweiz vom Wettbewerb ausgeschlossen worden. Ihre Beteiligung an der Preisvergabe unterstrich ihre anhaltende Popularität und ihren Status als Ikonen des Schweizer Fernsehens.
1. Zürcher Tuntenball
Heidi Abel moderierte 1981 den 1. Zürcher Tuntenball, eine bedeutende Veranstaltung der LGBTQ+-Bewegung in der Schweiz. Der Ball bot eine Plattform für queere Menschen, um sich kreativ auszudrücken und gegen gesellschaftliche Diskriminierung Stellung zu beziehen. Heidi Abels Teilnahme verlieh dem Event zusätzliche Aufmerksamkeit und trug dazu bei, die Veranstaltung einem breiteren Publikum bekannt zu machen. Das Ereignis wurde fotografisch dokumentiert, unter anderem durch den Fotografen Josef Stücker. Die Bilder sind Teil des Schweizerischen Sozialarchivs, das über einen umfangreichen Bestand an Bild- und Tondokumenten verfügt.

## Dokumentarfilm
- Tobias Wyss: Heidi Abel – eine Fernsehgeschichte. Video U-matic + Video-8, 1985; srf.ch (PDF), Archiv.
- Felice Zenoni: Heidi Abel – Licht und Schatten einer TV-Pionierin. SRF 1, 2019, 92 min.